# Brennelementfertigungsanlage Lingen
Die Brennelementfertigungsanlage Lingen ist eine Brennelementefabrik im niedersächsischen Lingen (Ems). In der Anlage werden zur Verwendung in Leichtwasserreaktoren (einer Bauform von Kernkraftwerken) Brennelemente hergestellt, die wesentliche Bauteile eines Kernreaktors sind und zusammen mit den sonstigen Einbauten den Reaktorkern bilden. Sie enthalten den Kernbrennstoff. Betreiber ist die Advanced Nuclear Fuels GmbH (ANF), eine Tochtergesellschaft der Framatome GmbH. Die Gesellschaft entwickelt, lizenziert und fertigt nach eigenen Angaben nicht nur komplett einsatzbereite Brennelemente, sondern liefert auch Kernbrennstoff in Pulver- und Pelletform für Druck- und Siedewasserreaktoren sowie Forschungsreaktoren und entwickelt Zirkoniumprodukte.
Am Standort Lingen sind rund 420 Arbeitnehmer beschäftigt sowie 25 Auszubildende und etwa 50 Mitarbeitende von Fremdfirmen.
Nach der 2011 beschlossenen Energiewende aus Anlass der Reaktorkatastrophe von Fukushima und der geplanten schrittweisen Stilllegung von Kernkraftwerken in Deutschland richtete der Standort Lingen die Produktion zunehmend auf den Export von Brennelementen aus. Zu den Abnehmern zählen auch die wegen Sicherheitsmängeln in Kritik geratenen Atomkraftwerke Doel und Tihange in Belgien. Der Exportanteil liegt inzwischen bei 80–90 Prozent, nach etwas über 50 Prozent vor 2011.
Obwohl laut Bundesumweltministerium Ende 2018 weder vonseiten des französischen Staates noch der Betreiberfirmen Planungen bekannt waren, „die Produktion von Kernbrennstoffen in der Anlage in Lingen zu reduzieren oder einzustellen“, wird in einem Schreiben der Präfektur der südfranzösischen Region Okzitanien davon gesprochen, die Herstellung von Atombrennstoff solle zukünftig wieder „auf französisches Territorium“ zurückverlegt werden.

## Brennelementfertigung
Die Brennelementfertigungsanlage wurde am 19. Januar 1979 in Betrieb genommen und war bis Ende Oktober 2017 im Besitz des staatlichen französischen AREVA-Konzerns, dessen Hauptgeschäft der Bau neuer Atomkraftwerke war. Durch ausbleibende Aufträge in der Folge der Nuklearkatastrophe von Fukushima und Probleme beim Bau des finnischen Reaktors in Olkiluoto entstanden hohe finanzielle Verluste, die der französische Staat mit insgesamt 4,5 Mrd. ausgleichen musste und Anlass für einen Konzernumbau waren. 2018 übernahm der ebenfalls mehrheitlich staatliche französische Stromkonzern EdF mehrheitlich den AREVA-Konzern, unter dessen Namen nun der Bau des Atomreaktors Olkiluoto III weitergeführt wird. Bau und Instandhaltung anderer Atomkraftwerke sowie die Brennelementfertigung firmieren seitdem unter Framatome.
Das angelieferte Uranhexafluorid (UF6) wird in einer Konversionsanlage zu Urandioxid (UO2) in Pulverform reduziert und anschließend zu Tabletten gepresst. Die Tabletten werden gesintert und auf die spezifizierten Abmessungen geschliffen. Nach einer Qualitätsprüfung werden die Tabletten in Brennstabhüllrohre gefüllt und zu Brennelementen montiert.
Die maximale, genehmigungsrechtlich abgedeckte, jährliche Verarbeitungsleistung der Trockenkonversionsanlage liegt bei 800 Tonnen Uran, die der sonstigen Teilanlagen bei 650 Tonnen.
Während der Produktion fallen diverse Abfälle an, die in einem nach Atomgesetz genehmigten Abfalllager auf dem Gelände gelagert werden. Zum Jahresende 2011 waren es 26,1 t uranhaltige Abfälle mit einer Gesamtaktivität von 2,1*1010 Bq. Im Jahr 2015 befanden sich 100 t Rohabfälle und vorbehandelte Abfälle in fester und flüssiger Form im Abfalllager. Die Gebinde waren zu diesem Zeitpunkt bis zu 20 Jahre alt, einige Gebinde mit hochdruckverpressten Metallen 28 Jahre (2015). Ein Abtransport zur Lagerung außerhalb des Betriebsgeländes war nicht geplant, auch aufgrund des nicht vorhandenen Endlagers.
Die Fertigung der Hüllrohre erfolgt in einer Niederlassung in Duisburg, die Kopf- und Fußstücke sowie Abstandhalter werden in einer Niederlassung in Karlstein am Main hergestellt.

## Meldepflichtige Ereignisse
Bis Ende 2024 ereigneten sich in der Anlage 149 meldepflichtige Ereignisse.
Am 31. August 1999 wurde im Rahmen einer Inspektion eine Ansammlung von 4 kg Uranoxid in einem Schüttkegel einer Siebeinrichtung entdeckt. Eine Schweißnaht war durch Materialermüdung gerissen, so dass Urandioxid in den Hohlraum des Schüttkegels eindringen und sich dort ansammeln konnte. Dieses Ereignis wurde gemäß der Internationalen Bewertungsskala für nukleare Ereignisse (INES) als meldepflichtiges Ereignis der Stufe 0 (Ereignis ohne oder mit geringer sicherheitstechnischer Bedeutung) mit Dringlichkeit E (Eilmeldung) eingestuft.
Am 5. Juni 2004 ereignete sich ein Schwelbrand in einem HEPA-Filter, während die Anlage nicht in Betrieb war. Teile der Lüftungsanlage wurden kontaminiert und mussten gereinigt und ausgetauscht werden. Der Brand wurde ebenfalls als meldepflichtiges Ereignis der INES-Stufe 0 mit Meldekategorie E eingeordnet.
Am 7. Juli 2005 kam es durch eine Fehlbedienung einer Anlage zur Überfüllung eines Sammelbehälters für Uranoxid-Tabletten. Statt der zulässigen 18 kg wurde ein 20 l-Behälter mit 28,66 kg befüllt. Die übermäßige Menge wurde anschließend in einen zweiten Behälter umgefüllt, so dass der Füllgrad wieder innerhalb der Spezifikationen lag. Dieses Ereignis wurde als Störung der INES-Stufe 1 mit Meldekategorie E eingestuft.
Im Jahr 2017 ereignete sich ein meldepflichtiges Ereignis, bei dem eine Undichtigkeit an einem Reaktionsbehälter festgestellt wurde.
Am 7. November 2018 kam es in der Trockenkonversionsanlage zu Feuchtigkeitsansammlungen durch eine Fehlfunktion in der Wasserdampfversorgung. Die fehlerhaften Komponenten mussten daraufhin ausgetauscht werden. Das Ereignis wird als Funktionsstörung, Schaden oder Ausfall im Sicherheitssystem eingeordnet mit der Folge, dass mindestens ein Teil der Sicherheitseinrichtung nicht zur Verfügung stand. Bereits im Mai 2018 gab es in der Trockenkonversionsanlage eine Undichtigkeit an einem Rohrleitungssystem, woraufhin das betreffende Rohrstück erneuert werden musste. Am 27. November 2018 wurden (ebenfalls in der Trockenkonversionsanlage) im Rahmen einer turnusmäßigen Prüfung Risse an einem Reaktionsbehälter festgestellt.
Am 6. Dezember 2018 kam es gegen 19:30 Uhr zu einem Feuer in einem Labor des nuklearen Bereiches, das erst nach rund anderthalb Stunden gelöscht werden konnte. Ein von Miriam Staudte, Abgeordnete von Bündnis 90/Die Grünen im Niedersächsischen Landtag, veröffentlichtes Foto vom Brandort zeigt den Schadensbereich, dessen Größe nach zunächst veröffentlichten Angaben 40 × 40 cm beträgt. Dabei kam es zu keinem Austritt „gefährlicher Stoffe“. Ein Verdampfer mit uranhaltiger Flüssigkeit sei durch eine unerwartete chemische Reaktion in Brand geraten, in dem laut Werksleitung immer nur „einige 100 Gramm“ Flüssigkeit verdampft werden, um darin enthaltenes Uran zurückzugewinnen. Nach Angaben eines Vertreters des niedersächsischen Umweltministeriums sollen etwa 55 Liter Wasserstoff in einer großen Stichflamme verbrannt sein. Leitungen mit uranhaltigem Wasser wurden aus den Verankerungen gerissen und verbrannten, so dass insgesamt 1 Kubikmeter uranhaltiges Wasser ausgelaufen sei. Nach dem Brand ruhte die Fertigung zunächst auf unbestimmte Zeit. Sie darf seit dem 4. Februar 2019 wieder aufgenommen werden, nachdem einige Auflagen erfüllt worden sind.
Anfang August 2021 kam es zu zwei meldepflichtigen Ereignissen, bei denen Uranhexafluorid infolge einer Undichtigkeit in einem Ausdampfautoklaven austrat und in einem Reaktionsbehälter die zulässige Sauerstoffkonzentration überschritten wurde.

## Politik
Im Oktober 2012 protestierten Atomkraftgegner mit einer Blockade der Zufahrt gegen den Weiterbetrieb der Anlage.
Am 7. März 2013 erklärte die Bundesregierung, die Brennelementfertigungsanlage weiter betreiben zu wollen. Deren Schließung sei nicht im Beschluss zum Atomausstieg enthalten, da sich die Anlage sicherheitstechnisch grundsätzlich von Kernkraftwerken unterscheide.
Im Juli 2013 protestierte eine deutlich größere Anzahl von Atomkraftgegnern erneut mit einer Blockade der Zufahrt gegen den Weiterbetrieb der Anlage und im September 2015 kam es zu einer weiteren kurzzeitigen Blockade.
Im März 2021 stieg der staatliche russische TWEL-Konzern bei ANF ein. Politiker der Partei B’90/Die Grünen äußerten in diesem Zusammenhang Bedenken bezüglich einer möglichen Beeinträchtigung der öffentlichen Sicherheit der Bundesrepublik. TWEL zog den Antrag im Februar 2022 nach dem russischen Überfall auf die Ukraine zurück.
Seit 2021 sind Pläne für ein Joint Venture zwischen Framatome und der russischen Behörde Rosatom bekannt, die die zivile und militärische Atomindustrie Russlands kontrolliert und direkt der russischen Regierung untersteht. Ein Teilaspekt der Kooperation ist der Erwerb von Lizenzen zum Bau von Brennelementen, die in Reaktoren russischer Bauart eingesetzt werden können. Nachdem diese Kooperation mit Rosatom zunächst dementiert wurde, wurde sie in der Folgezeit nicht mit der deutschen Framatom GmbH, sondern mit der französischen Muttergesellschaft von Framatom realisiert.

## Film
Die Nuklearfalle — Putins Deals mit dem Westen. Dokumentation über Russlands weltweiten Einfluss im Bereich Atomenergie, Uranförderung, -Handel und -Anreicherung. Regie: Johannes Bünger, Laura Schmitt, Vivien Pieper. Arte-tv, Deutschland, 91 Min